# انس حقانی
انس حقانی (زادهٔ ۱۹۹۴) یکی از فرماندهان امارت اسلامي افغانستان ، طالبان و عضو تیم مذاکره کننده در دفتر قطر است. او کوچکترین پسر جلال‌الدین حقانی و برادر کوچکتر سراج الدین حقانی، وزير داخلهامارت اسلامي افغانستان است.

## دستگیری
در سال ۲۰۱۴ او در ۲۰ سالگی در بحرین هنگامی که عازم ملاقات یکی از دوستان پدرش بود، بازداشت شد. نیروهای آمریکایی او را دستگیر و پس از ۲۴ ساعت بازجویی به قطر بازگردانده و به زندان بگرام در افغانستان منتقل کردند. وی پس از چهار سال در تبادل زندانیان آزاد شد. در دوران زندان، او دوبار به اعدام محکوم شد. سهیل شاهین، سخنگوی طالبان افغانستان در دفاع از انس گفت که او یک دانش آموز بوده و هیچ ارتباطی با شبه نظامیان طالبان ندارد.